# Appareil photographique hybride

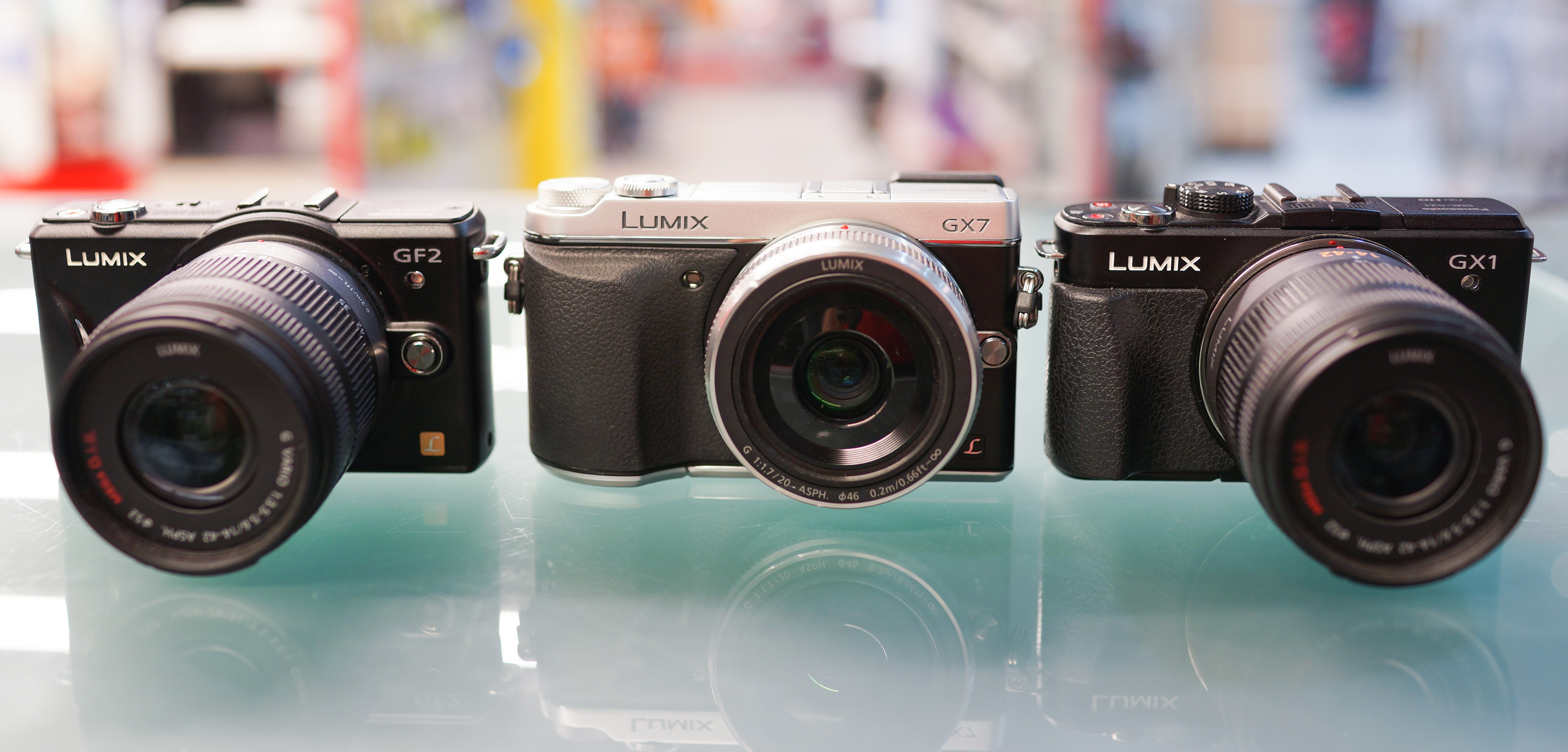
Des appareils photographiques hybrides Panasonic de la gamme Lumix G.

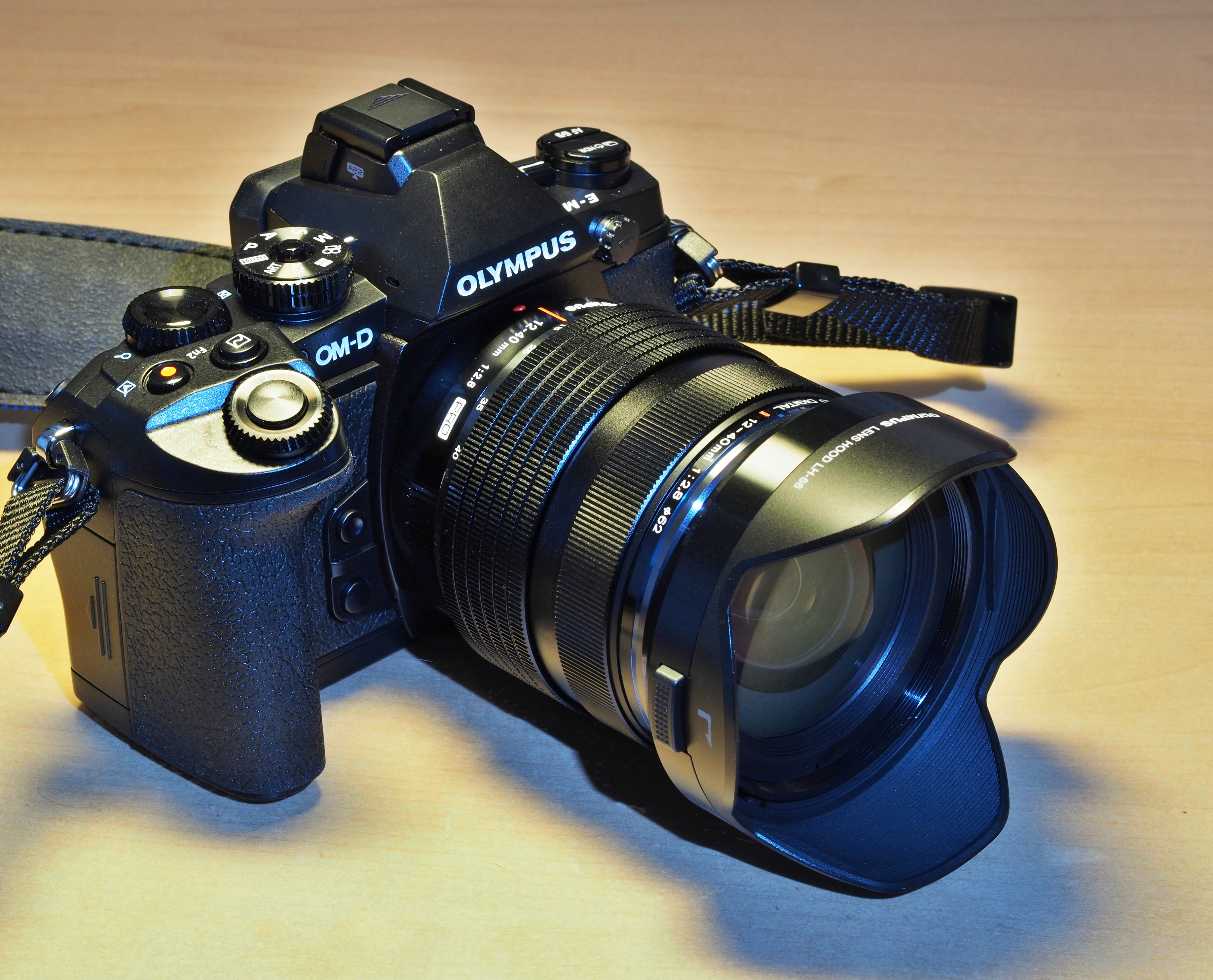
L'hybride Olympus OM-D E-M1.

Un appareil photographique hybride (mirrorless en anglais, litt. « sans miroir ») est un appareil photographique numérique à objectifs interchangeables dont la visée se fait par viseur numérique ou écran. Ceux-ci montrent ce que capte le capteur (contrairement aux viseurs des reflex).  
L’appellation mirrorless est utilisée en opposition aux reflex, sur lesquels la visée oculaire montre ce que cadre l'objectif grâce à la réflexion d'un miroir. Les hybrides, compacts, bridges et télémétriques n'ont quant à eux pas de miroir, et montrent tous l'image telle qu'elle se forme sur le capteur . 
Désignant initialement des boitiers de dimensions compactes (COI c-à-d Compact à Objectif Interchangeable), hybride a progressivement (au cours de la décennie 2010-2020) désigné tous les appareils à objectifs interchangeables sans miroir, quelles qu'en soient les dimensions.
Cette catégorie, apparue en 2008, est en pleine expansion au début des années 2010. Les ventes d'appareils hybrides stagnent en 2013, simultanément à une baisse généralisée des ventes d’appareils photos. En 2014, le volume des ventes d'hybrides repart à la hausse, malgré la chute des autres types d’appareils photo (en particulier les compacts). Depuis 2020, il se vend plus d'hybrides que de reflex.

## Histoire
L'histoire des appareils hybrides débute en 2008 lorsque Panasonic et Olympus adaptent le nouveau format de capteur micro 4/3 sur des boîtiers sans miroir pour les modèles Panasonic Lumix G1 et Olympus PEN E-P1 (en). L'absence de miroir (comme sur les bridges et les compacts) permet de concevoir des appareils photo numériques plus petits que des reflex mais de mêmes dimensions de capteur. Les premiers modèles sont proches des reflex grand public et de tarifs similaires.
Le marché s'élargit au début des années 2010, notamment par les premiers hybrides équipés de capteurs au format APS-C. Cette nouvelle taille est introduite par le Samsung NX10 et le couple Sony Alpha NEX-5 et NEX-3. Le marché commence à prendre son essor à partir de ce moment-là et d'autres constructeurs s'y lancent. 

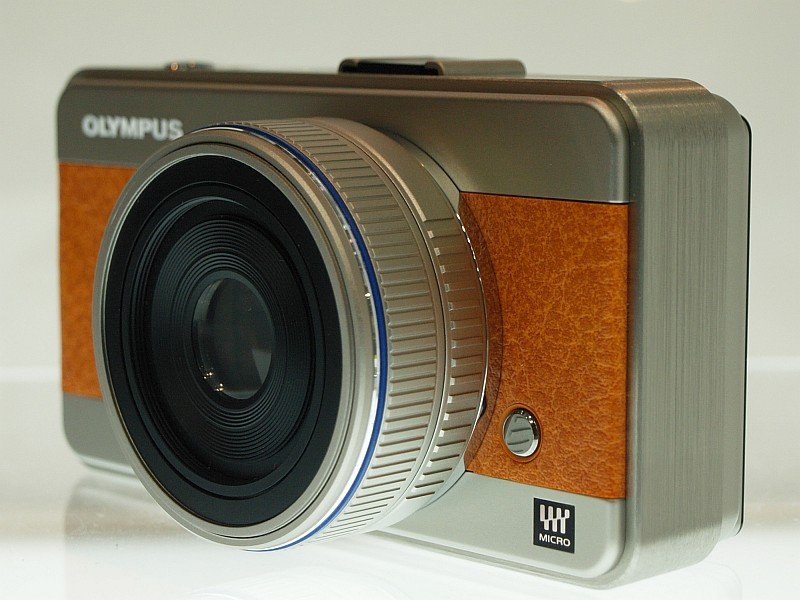
Le prototype hybride d'Olympus.
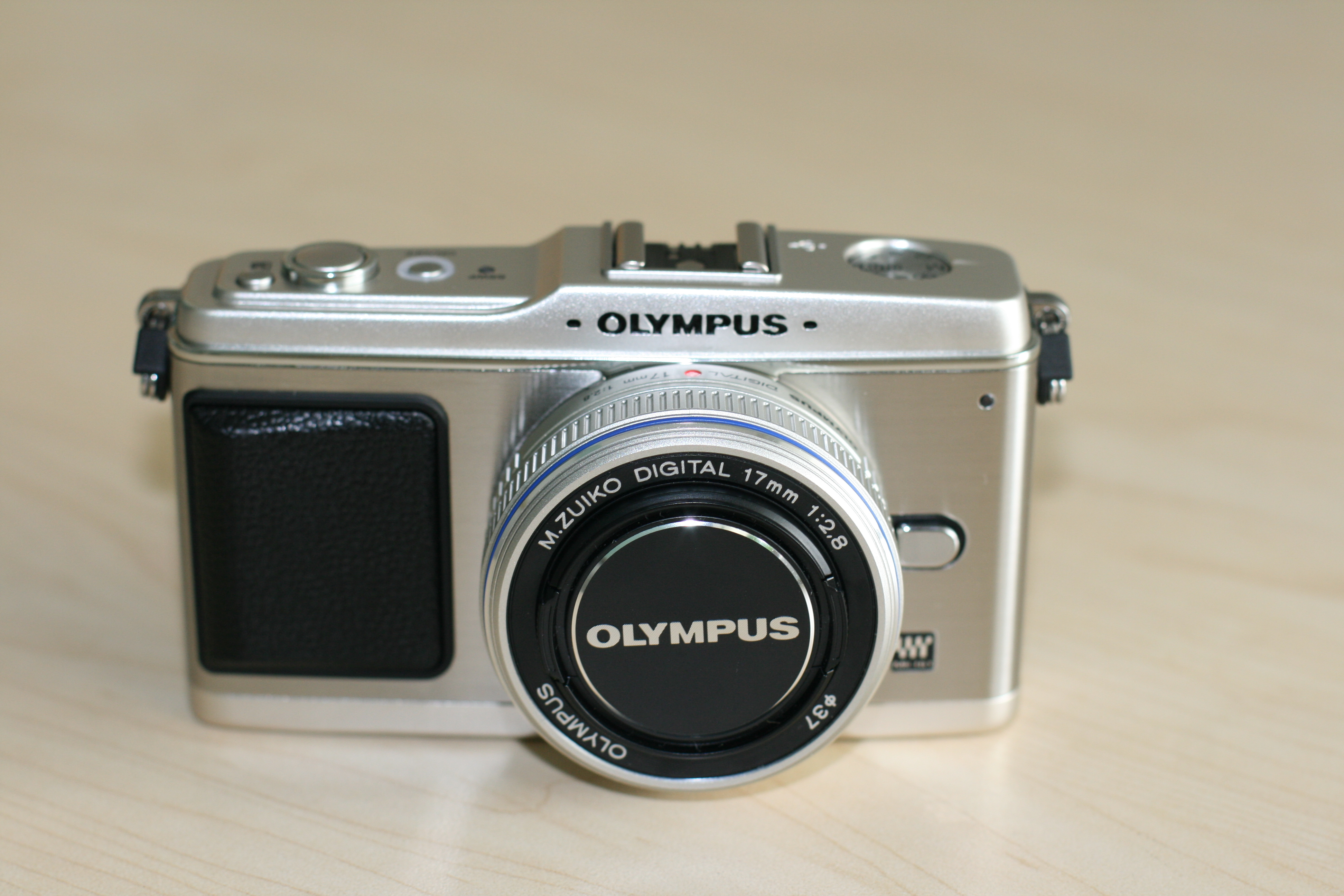
L'Olympus PEN E-P1.
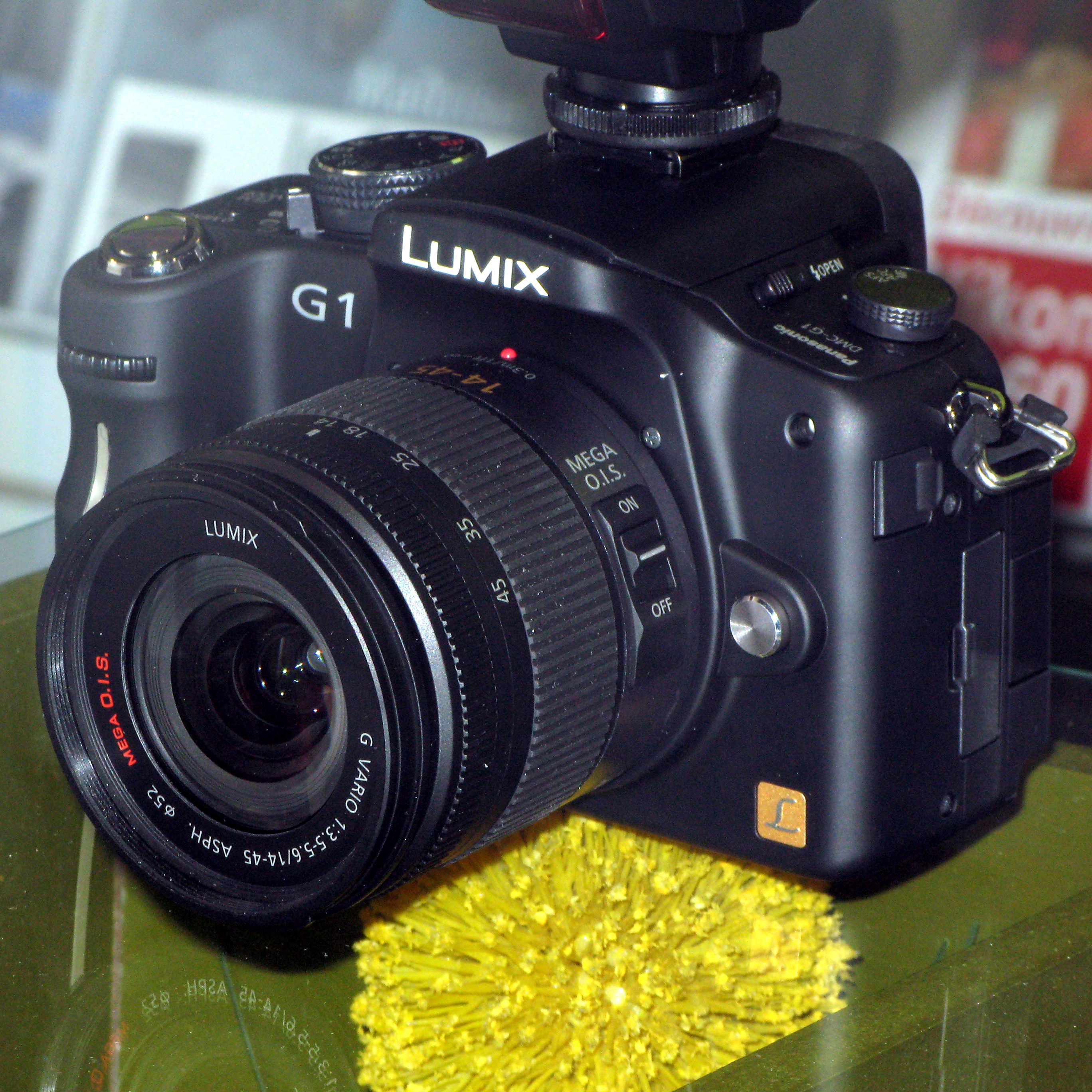
Le Lumix G1.
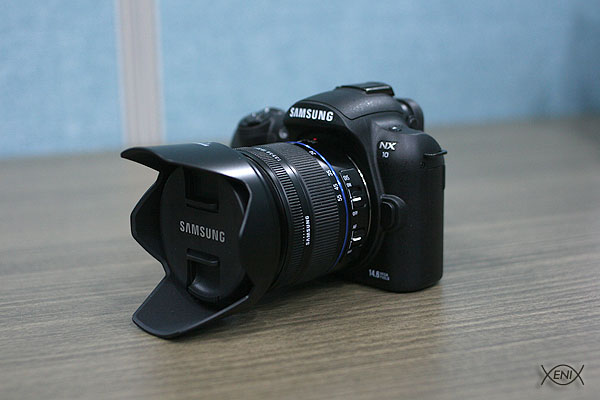
Le Samsung NX10.

En juin 2011 sort le Pentax Q (en), qui se distingue par un capteur de petite taille de format 1/2,3" et un boîtier au style rétro. Quelques mois plus tard, Nikon sort sa gamme 1 à capteur de format 1", composée du J1 et du V1. L'arrivée de ce constructeur permet de faire connaître davantage ce jeune marché. En 2012, Fujifilm sort le X-Pro1 au format APS-C, qui offre le choix entre visées optique et électronique ; le style de l'appareil est rétro également.
À la fin de l'année 2011, Panasonic sort une gamme d'objectifs motorisés compacts baptisée « X ». Ces objectifs permettent de réduire davantage l’encombrement des hybrides.
En juillet 2012, Canon annonce l'EOS M. Comme pour la gamme One de Nikon, le design du boitier est moderne. Le capteur est de type APS-C comme sur les Sony NEX et Samsung NX. En janvier 2013, Polaroid présente un hybride sous Android, le iM1836. Quelques mois plus tard, en juin 2013, Samsung présente le Galaxy NX, un hybride haut de gamme sous Android avec un écran de 4,8 pouces et une connexion 4G.
En octobre 2013, Sony présente les deux premiers hybrides 24 × 36 mm, les Sony Alpha 7 et 7 R. En mars 2014, Samsung annonce le plus petit appareil hybride du marché, le NX mini, équipé d'un capteur de 1" et affichant des dimensions de 11 × 6,19 × 2,25 cm et un poids de moins de 160 grammes.

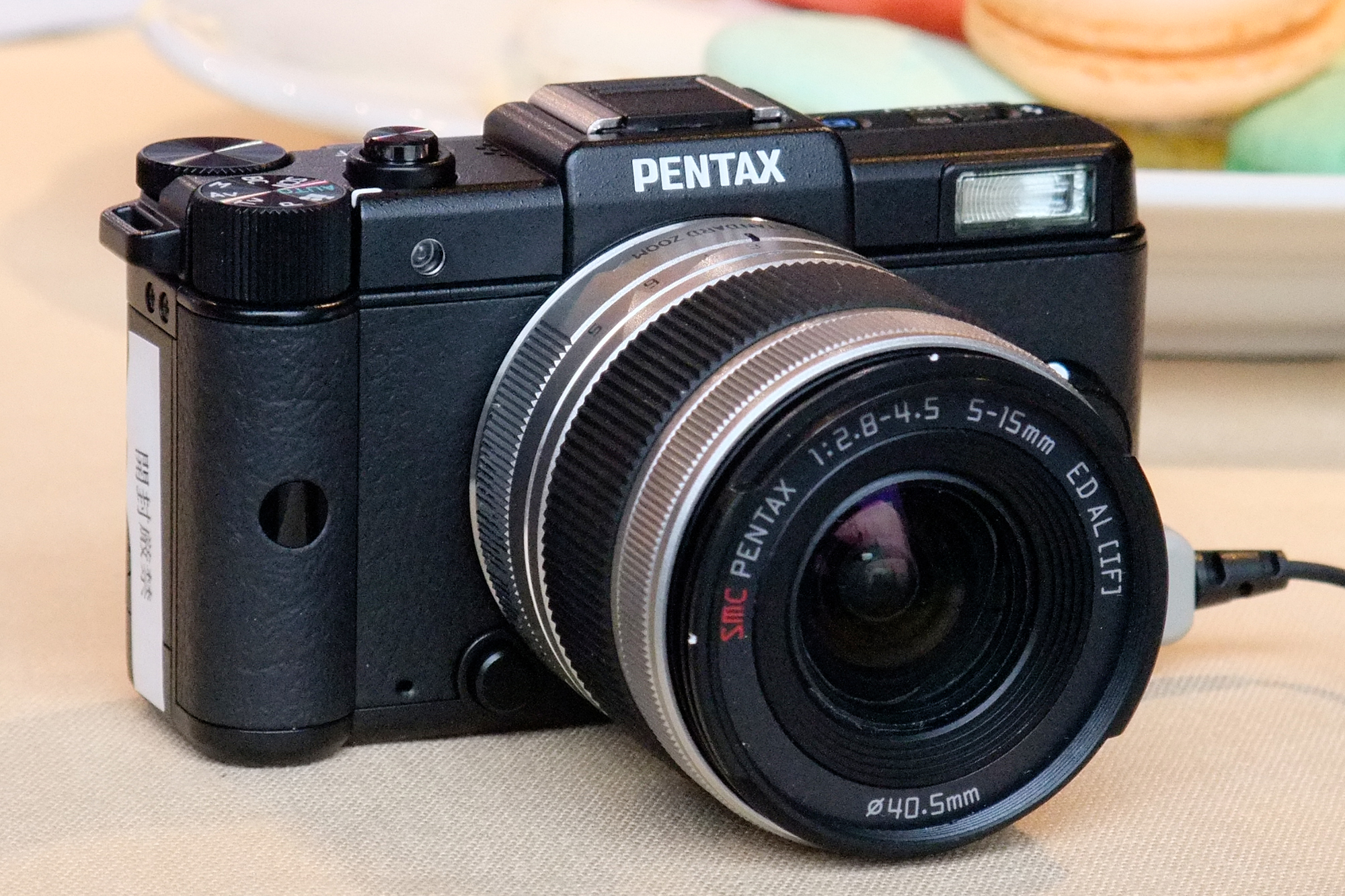
Le Pentax Q.
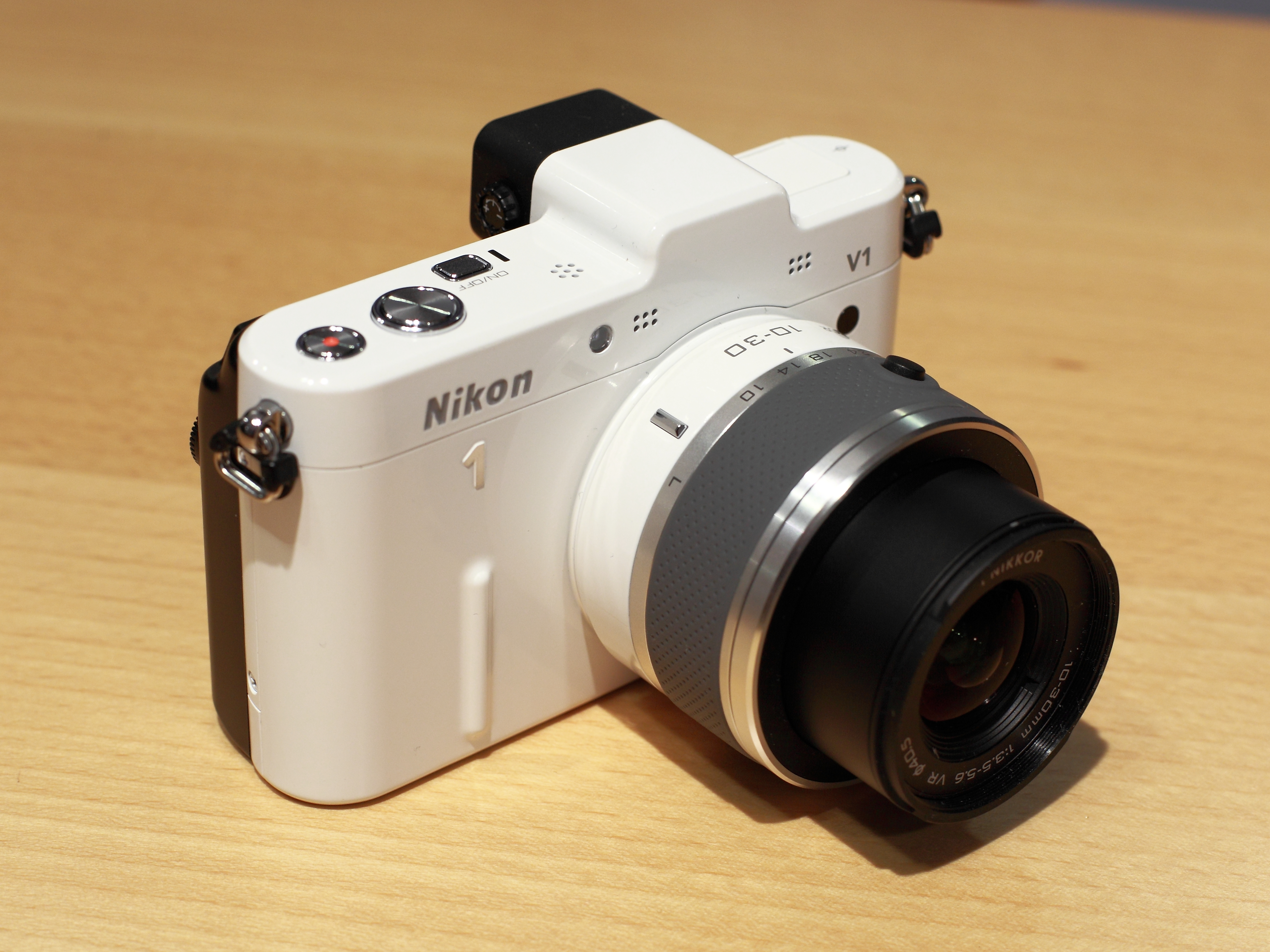
Le Nikon 1 V1.
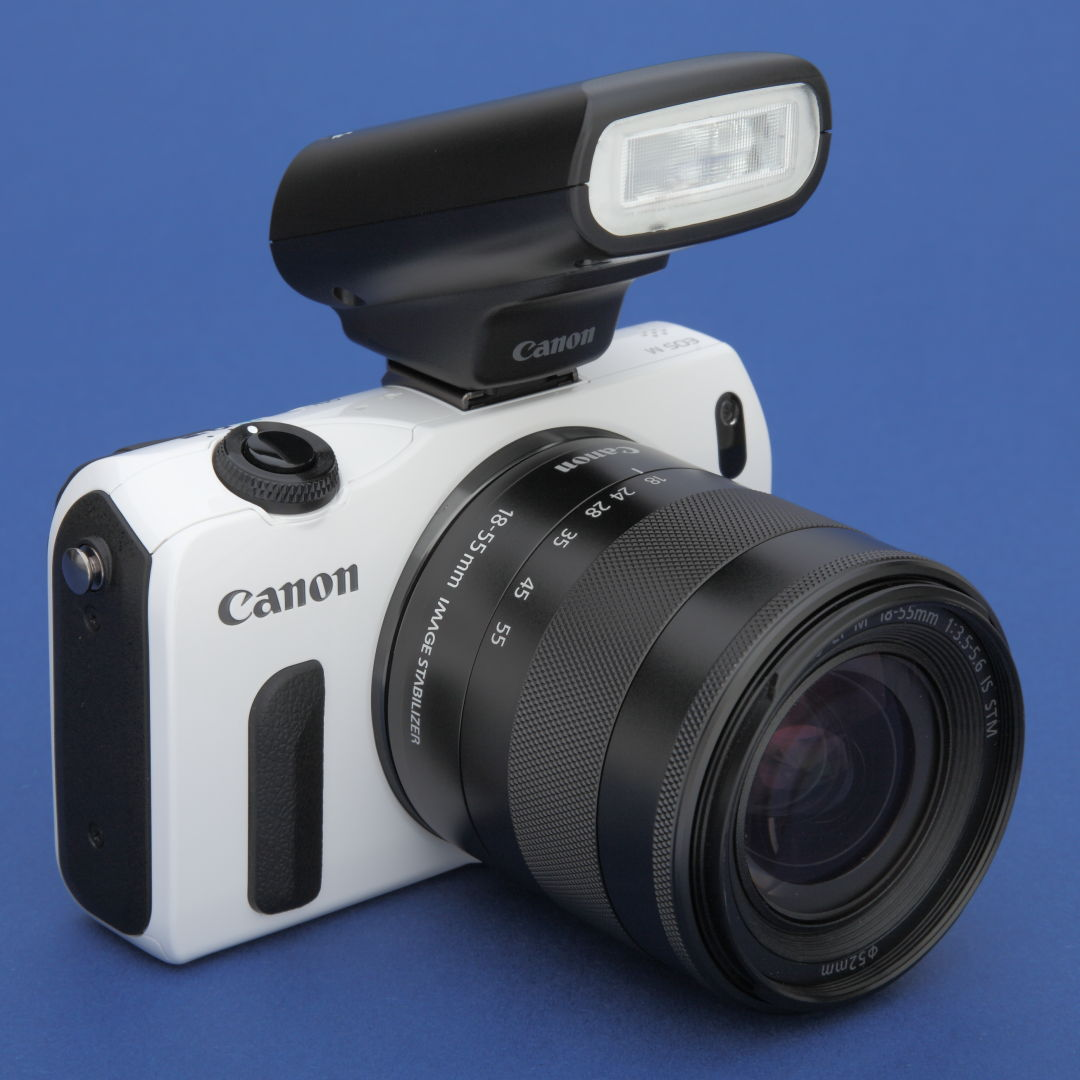
Le Canon EOS M.
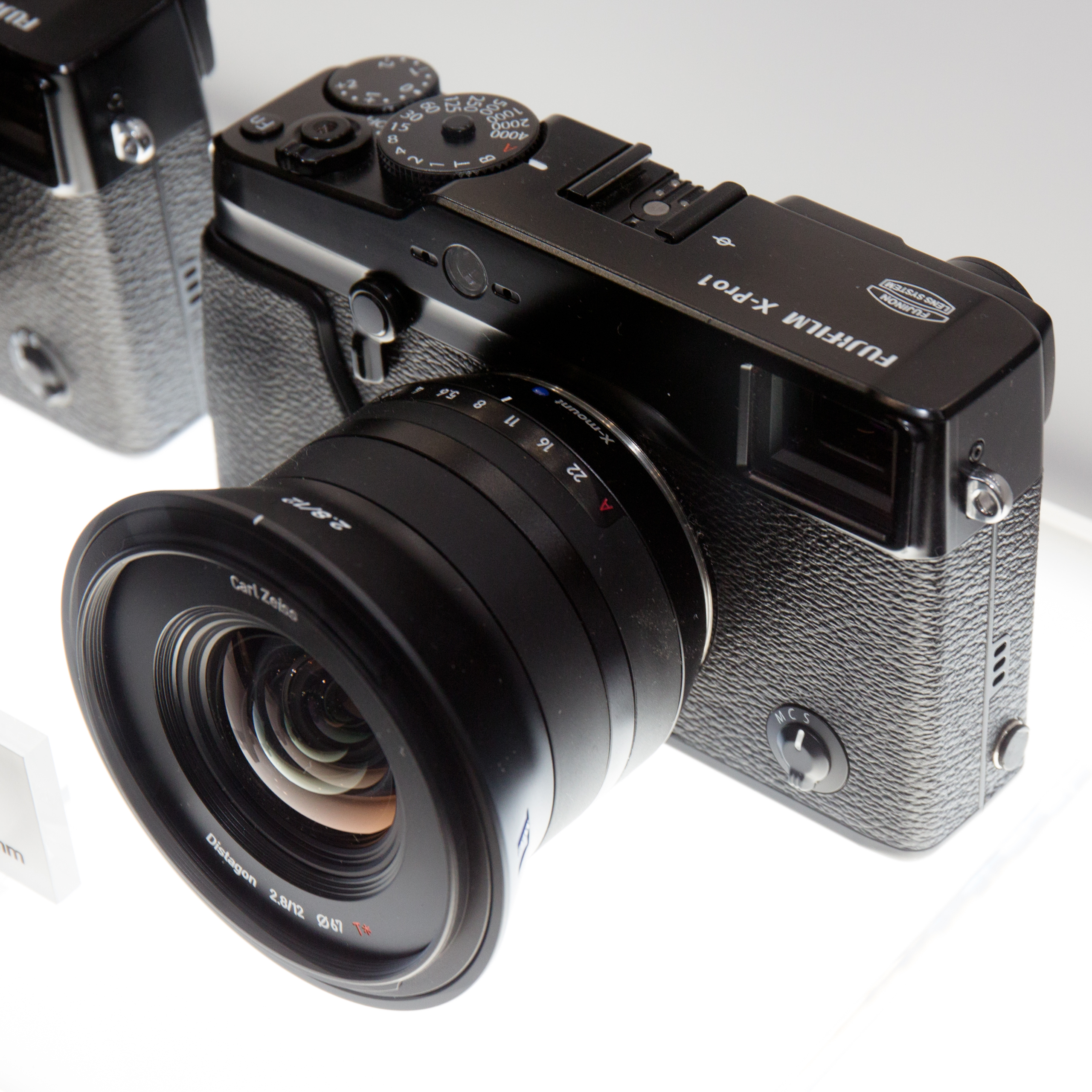
Le Fujiflim X-Pro 1.

En 2014, les Panasonic Lumix DMC-GH4 et Sony Alpha 7S sont les deux premiers appareils hybrides capables d'enregistrer des vidéos au format 4K. Le 24 avril suivant, Leica présente sa gamme T et son premier appareil hybride, le type 701. En mai, la division photo de Kodak racheté par JKimaging présente le Pixpro S1, qui adopte la monture micro 4/3, ce qui permet à la marque de rentrer sur le marché avec un parc optique important. Le Sony Alpha 7 II présenté en novembre est le premier appareil plein format équipé d'un capteur stabilisé (5 axes). En juin 2016, Hasselblad lance le X1D, premier hybride moyen format (dernière taille de capteur encore réservée aux reflex).
En 2018, Nikon réoriente sa vision de l’hybride vers le format 24 × 36 avec la gamme Z et abandonne la gamme Nikon 1,. Quelques semaines plus tard, Canon rejoint également le marché des hybrides 24 × 36 avec la gamme EOS R et en 2019 Panasonic/Lumix inaugure sa gamme S sur ce format, parallèlement à sa gamme G au format Micro 4/3.

## Caractéristiques
Le concept consiste à équiper des appareils compacts d'optiques interchangeables et de capteurs de grande taille comme ceux des reflex. Ils sont généralement équipés d'un capteur CMOS de 16 à 50 mégapixels.
Leur ergonomie est assez proche de celle des compacts mais avec des fonctionnalités de reflex, la principale étant la possibilité de changer d'objectif.

### Visée électronique

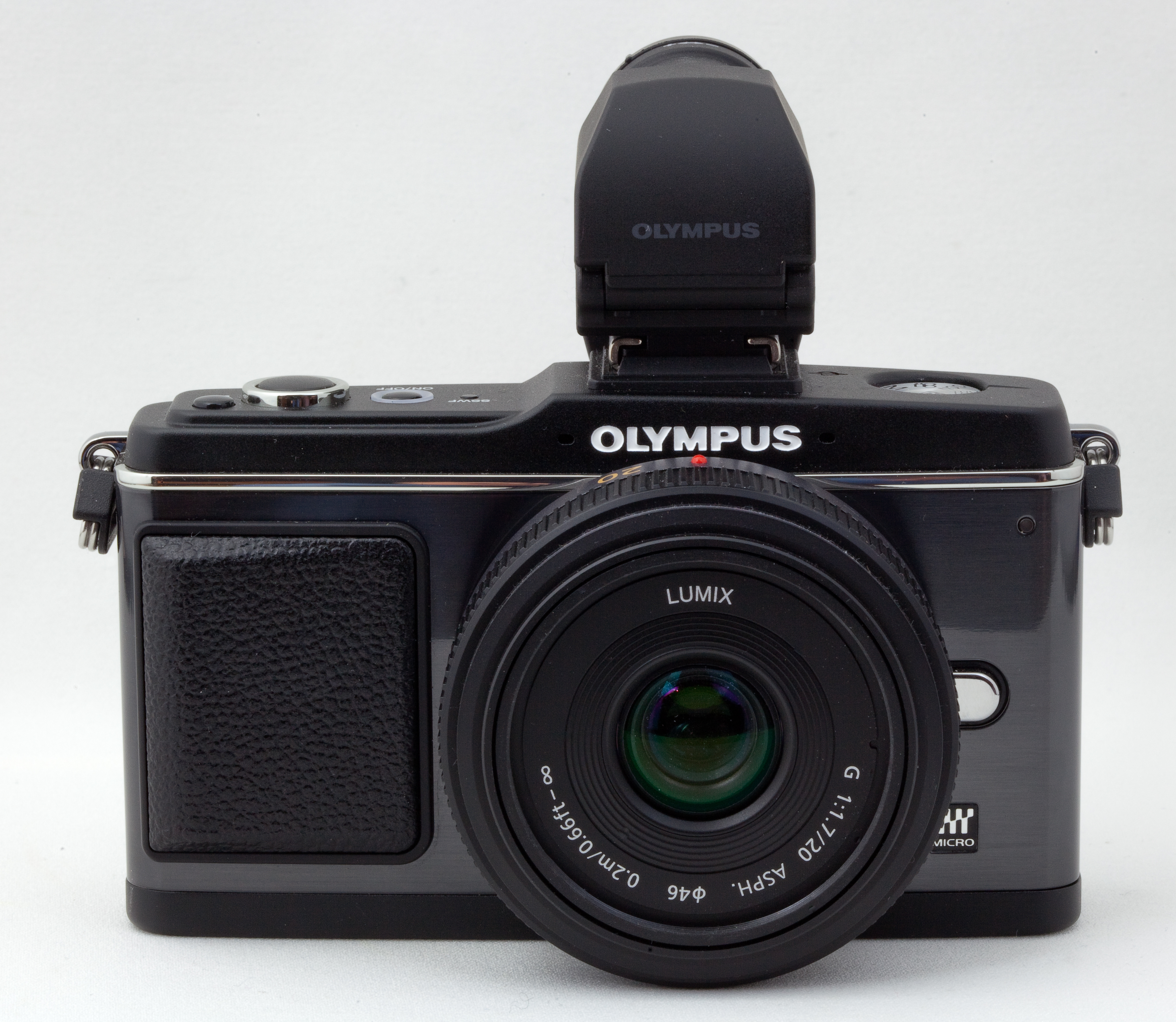
Un Olympus E-P2 équipé d'un viseur électronique.

La visée électronique permet d'avoir accès à davantage d'informations pour perfectionner les réglages, les informations proviennent directement du capteur. Cette technique offre plusieurs avantages :
- l'affichage de nombreuses informations (exposition, balance des blancs et profondeur de champ) ;
- le viseur permet de voir tout le champ photographié, ce que les reflex ne permettent pas toujours ;
- la compensation de luminosité ;
- facilitation de la mise au point manuelle et la vérification de l'AF grâce à l'accentuation des lignes de fort contraste (souvent appelée "focus peaking"), et la possibilité d'agrandir une portion de l'image ;
- la vue directe de ce que le capteur enregistre ;
- la possibilité de visualiser les menus et les images prises.

En raison de l'absence du miroir que l'on trouve dans les reflex, ces appareils sont souvent désignés  mirrorless, notamment dans les pays anglophones ; il convient cependant de noter que les « bridge » et les compacts n'ont pas de miroir non plus.

### Formats de capteurs

Les tailles de capteurs.

En 2017, sept tailles de capteur différentes sont utilisées sur les hybrides : 33 × 44, 24 × 36, APS-C, Micro 4/3, 1", 1/1.7", 1/2.3".
En 2020, quatre tailles différentes de capteurs sont utilisées sur les hybrides : 33 × 44, 24 × 36, APS-C, Micro 4/3. Les plus petites tailles ont été abandonnées face à la concurrence des smartphones.

#### Moyen format
Le moyen format numérique est utilisé par Hasselblad sur son X1D et Fujifilm avec son GFX.

#### 24 × 36
Le format 24 × 36 (aussi appelé « 35 mm » ou « plein format ») est utilisé sur des appareils haut de gamme à objectifs interchangeables (reflex, hybrides) ou fixes. Les appareils photos hybrides équipés de ce format sont les séries  Alpha 7 et 9 de Sony, Leica SL de Leica, S de Panasonic, FP de Sigma, Z de Nikon et EOS R de Canon.

#### APS-C

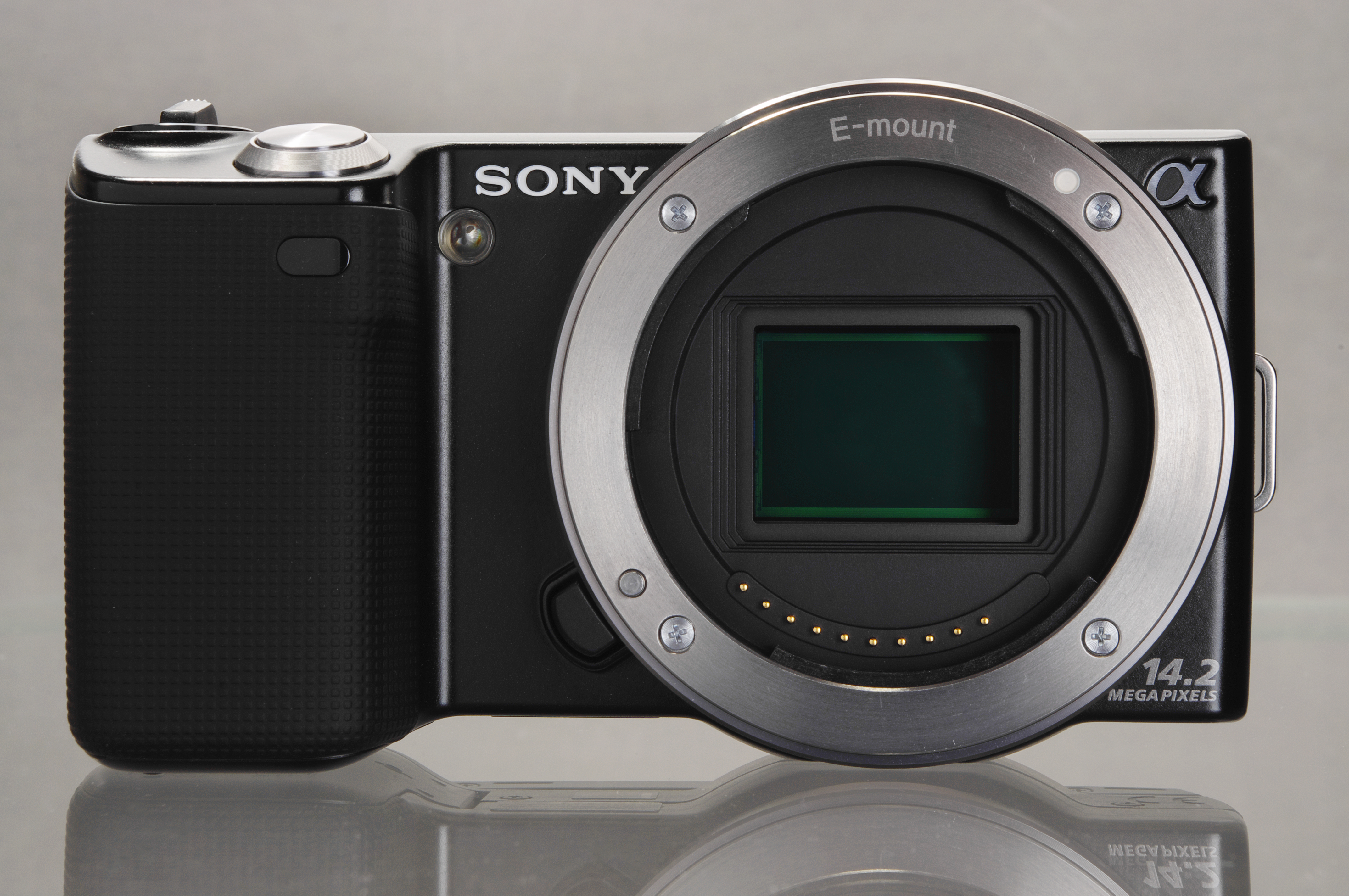
Un capteur CMOS d'un NEX-5 (format APS-C).

Ce format d'environ 16 × 24 mm de côté est utilisé sur des appareils haut de gamme à objectifs interchangeables (reflex, hybrides) ou fixes. Dans la catégorie des hybrides, ce format est utilisé par Sony pour ses NEX et ILCE, Samsung pour ses NX, Canon pour ses EOS M ainsi que Fujifilm pour ses X (en), Pentax pour son K-01 (en) et enfin Leica pour sa gamme T.

#### Micro 4/3
Le format de capteurs micro 4/3 (13 × 17,3 mm) équipe les appareils de série G de Panasonic/Lumix, de série PEN (E et F) et OMD E-M de Olympus, ainsi que le Pixpro S1 de Kodak. Depuis le 1er janvier 2021, Olympus est devenu OM-Digital Solutions Corporation ; un nouveau boîtier est sorti en mars 2022, le OM-1 sous OM System.

#### 1"
Le format appelé « 1 pouce » (8,8 × 13,2 mm) au ratio 3/2 a été utilisé d'abord par Nikon pour sa gamme 1, abandonnée en 2018. Elle est actuellement composée de quatre séries : Sony (RX 10, RX 100), Panasonic/Lumix (TZ 100, 200, FZ1000, FZ2000), Samsung (NX mini) utilisent ce format 1".

#### 1/2,3" et 1/1,7"
Ces deux formats, que l'on trouve sur la plupart des appareils photographiques compacts grand public, ont été utilisés par Pentax sur ses petits hybrides série Q.

## Succès

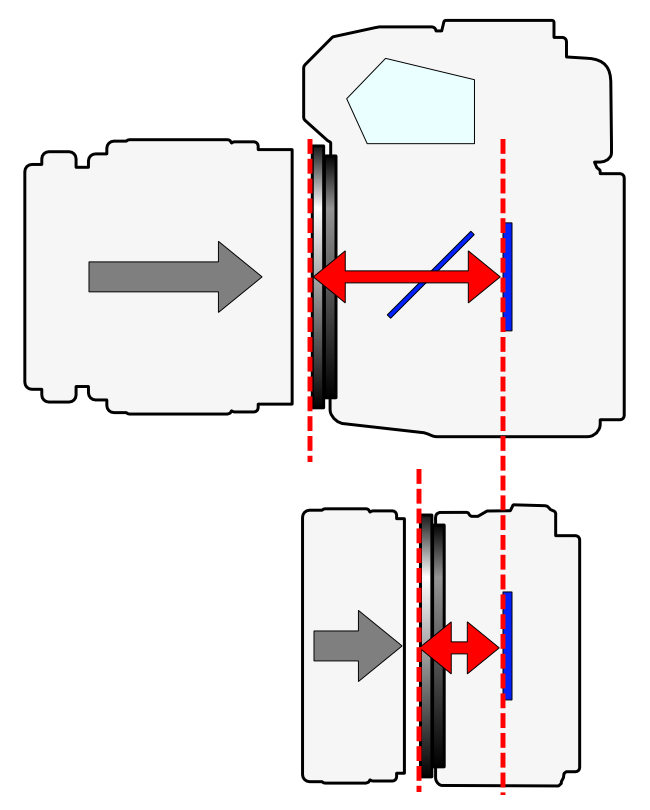
Vue en coupe comparant un reflex mono-objectif et un COI.

Le succès des hybrides résulte du fait qu'ils mélangent certaines caractéristiques des reflex et des compacts et qu'il en existe sous de multiples formes (certains sont très proches des compacts comme les Nikon 1 et d'autres sont plus proches des reflex comme les séries de Panasonic Lumix G et GH ou la gamme Olympus OM-D dont les appareils sont équipés d'un faux prisme reflex) ; ces boîtiers légers et compacts ont ainsi, souvent, une apparence rétro. La qualité d'image est souvent proche, voire supérieure à celle des appareils reflex pour les hybrides APS-C et plein format (notamment les Alpha 7R et Alpha 7S). 
La volonté des constructeurs est de proposer une véritable alternative aux reflex, où la qualité et les réglages restent mais où l'ergonomie, l'encombrement et le poids changent beaucoup par rapport aux reflex — et aussi d'un appareil hybride à l'autre. De plus en plus de ces boîtiers s'adressent aux photographes passionnés et professionnels (séries Samsung NX1, NX10, Olympus OMD, Sony Alpha 6000 et 7, Panasonic Lumix GX et GH, Fujifilm X). Ces appareils sont également appréciés en photographie de rue pour leur discrétion,.
Les constructeurs proposent aussi des appareils à peine plus encombrants que les compacts et tout aussi faciles à utiliser (séries Olympus PEN, Sony Alpha 5000, Nikon 1 S et J, Lumix GF et GM).
La mise sur le marché de nombreuses bagues d'adaptation à faible coût permet de monter sur ces appareils des objectifs de toute provenance sans perte des modes de prise de vue automatiques ou programmés, mais avec une incidence sur l'angle de champ, en fonction de la taille du capteur (un objectif de 50 mm de focale pour le format 24 × 36 cadre sur un capteur 4/3 comme le ferait une focale de 100 mm sur 24 × 36),,. La possibilité de réutiliser des gammes anciennes ou devenues obsolètes d'objectifs issus de la photographie argentique renforce l'intérêt des hybrides pour certains acheteurs. Mais la compacité et la légèreté de la plupart de ces appareils sont également des critères d'achat, ainsi que leur bon niveau de performances.

## Marché
Au début des années 2010, le marché est en pleine croissance et tous les grands constructeurs y sont présents : Nikon, Olympus, Panasonic (Lumix), Sony Alpha, Fujifilm, Samsung, Pentax et Canon.
En 2012, les hybrides représentent 20 % des ventes d'appareils à objectifs interchangeables en France. La même année au Japon, ils représentent 50 % des ventes d'appareil photo Les ventes de COI ont augmenté de 64 % sur les trois premiers trimestres de l'année 2012.
En 2013, le marché des appareils photographiques numériques est touché par une baisse des ventes au niveau mondial avec un recul de 40 %. Malgré cette importante chute des ventes, les hybrides, tout comme les reflex, ont une part de marché croissante (elle passe de 4 à 5 % pour les hybrides) et une faible diminution des volumes de ventes, au contraire des compacts et des bridges, dont la part de marché passe de 80 % à 74 %.
En 2014, tous les acteurs du marché ont développé des gammes larges allant des produits grand public aux produits professionnels, à l'exception de Canon, dont l'EOS M est un échec critique et commercial, surtout aux États-Unis. Parallèlement le marché est rejoint par Kodak qui commercialise un appareil à bas coût et qui rejoint le consortium micro 4/3. La même année, le volume des ventes connaît une croissance de 11 %.
À partir d'août 2019, les ventes mondiales d’hybrides dépassent (en valeur et en nombre) celle des reflex. Cependant, sur l'année entière, le nombre d'hybrides vendus dans le monde est cette année-là un peu inférieur au nombre de boitiers reflex vendus. À partir de 2020, il se vend plus d'hybrides que de reflex,. Les statistiques CIPA montrent que le marché des hybrides s'est développé moins rapidement en Europe que dans le reste du monde.
En 2022, le marché des appareils photographique numériques connait une légère croissance pour la première fois en hausse après une décennie de chute, les appareils photo hybrides sont la seule catégorie d'appareils photo à progresser, que ce soit en nombre d'exemplaires ou en valeur monétaire. La diffusion des smartphones au cours de la décennie précédente a transformé le marché des appareils photos en marché de niche avec moins de ventes mais plus de valeur par produit. Les reflex sont progressivement délaissés par les constructeurs au profit des hybrides qui représentent près de 70 % des ventes d'appareils à objectifs interchangeables et même 86 % en valeur. Les ventes d'hybride connaissent ainsi une croissance de 31 % tandis que celle des reflex chute de 17 %. Ce phénomène est particulièrement marqué dans les pays asiatiques, là ou sont basés les principaux fabricants. L'Amérique et particulièrement l'Europe sont encore propices à la vente de reflex. Les appareils photo compacts et bridges voient également leurs ventes diminuer, encore maintenues par les modèles dits « expert »,.
| Année | Ventes        | Parts de marché (total appareils photo numériques) | Parts de marché (appareils à objectifs interchangeables) |
| ----- | ------------- | -------------------------------------------------- | -------------------------------------------------------- |
| 2012  | 4 millions    | 4 %                                                | 20 %                                                     |
| 2013  | 3 millions    | 5 %                                                | 19 %                                                     |
| 2014  | 3,1 millions  | 7 %                                                | 22 %                                                     |
| 2015  | 3,2 millions  | 9 %                                                | 25 %                                                     |
| 2016  | 3,1 millions  | 13 %                                               | 27 %                                                     |
| 2017  | 4,1 millions  | 16 %                                               | 35 %                                                     |
| 2018  | 4,2 millions  | 22 %                                               | 39 %                                                     |
| 2019  | 4 millions    | 28 %                                               | 48 %                                                     |
| 2020  | 2,93 millions | 33 %                                               | 55 %                                                     |
| 2021  | 3,11 millions | 37 %                                               | 58 %                                                     |
| 2022  | 4,07 millions | 51 %                                               | 69 %                                                     |
| 2023  | 4,83 millions | 63 %                                               | 81 %                                                     |
| 2024  | 5,61 millions | 66 %                                               | 85 %                                                     |

## Séries d'appareils hybrides
- Canon EOS M (APS-C) et EOS R (APS-C et 24 × 36) ;
- Fujifilm X : Pro, A, E, M et T (APS-C) et GFX (33 × 44) ;
- Hasselblad Lunar et X1D ;
- Kodak Pixpro (S) ;
- Leica T et SL ;
- Nikon 1 : S, J, V et AW (1") et Nikon Z (24 × 36) ;
- Olympus PEN E et OM-D E-M (micro 4/3) ;
- Panasonic Lumix GM, GX, GF, G et GH (micro 4/3) , S (24 × 36) ;
- Pentax séries Q et K ;
- Polaroid (iM) ;
- Samsung NX (mini, xx00, xx0, xx et Galaxy) ;
- Sony Alpha NEX (3, 5, 6 et 7) et ILCE (3000, 5000, 6000, 7 et 9).